# YOMOYA
YOMOYA（ヨモヤ）は、日本の3人組ロックバンドである。渋谷、新宿、下北沢のライブハウスを中心に活動していた。ポスト・ロックやエレクトロニカなど所謂音響系や、オルタナティブ・ロック、USインディー、フォークなどの影響を受けた楽曲を製作・演奏していた。YOMOYAとしてのライブ活動の傍、ズボンズのフロントマンであるドン・マツオのバック・バンドも務めていた時期がある。

## メンバー
山本 達樹
ボーカル、ギター担当。解散後はTOURSのメンバーとして活動中。
長倉 亮介
キーボード、コーラス担当。
岡崎 英太
ベース担当。解散後はookubofactoryのメンバーとして活動。

## 略歴
- 2003年夏、結成。[4]
- 2008年6月、1stアルバム「YOURS OURS」を ＆recordsからリリース。以降同レーベルから計3枚のアルバムをリリース。
- 2010年12月をもって、ドラムの東孝治が脱退。[4]
- 2011年12月22日、Shibuya O-nestでのワンマンライブで解散。[4]
- 2013年10月4日、Shibuya O-nestにて、＆recordsの10周年イベントで一日限りの再結成ライブを行う。[5]

## ディスコグラフィ

### 参加作品
| 発売日        | タイトル                                     | 規格品番 | 収録曲                            | 備考                                          |
| ------------- | -------------------------------------------- | -------- | --------------------------------- | --------------------------------------------- |
| 2006年4月26日 | ISONG-CRUX & CDJ-tokyo コンピレーション'06春 | RTSC-011 | 5. Hi 6. サイレン、再度オンサイド | Song-CRUXレーベルのコンピレーションアルバム。 |